# Maria II av England

Maria II av England

Maria II (engelska: Mary II), född 30 april 1662 på St. James's Palace i London, död 28 december 1694 på Kensington Palace, var regerande drottning av England, Skottland och Irland från 1689 till 1694. Hon var dotter till Jakob II och Anna Hyde.
Maria, som var protestant, tillträdde som drottning efter den ärorika revolutionen, som ledde till att hennes far, katoliken Jakob II, avsattes. Maria regerade tillsammans med sin make och kusin Vilhelm III, som blev ensam regent efter hennes död. Under större delen av sin regeringstid förhöll hon sig passiv i politiken och lät i praktiken maken regera ensam, men hon härskade över riket när hennes make var utomlands.

## Biografi

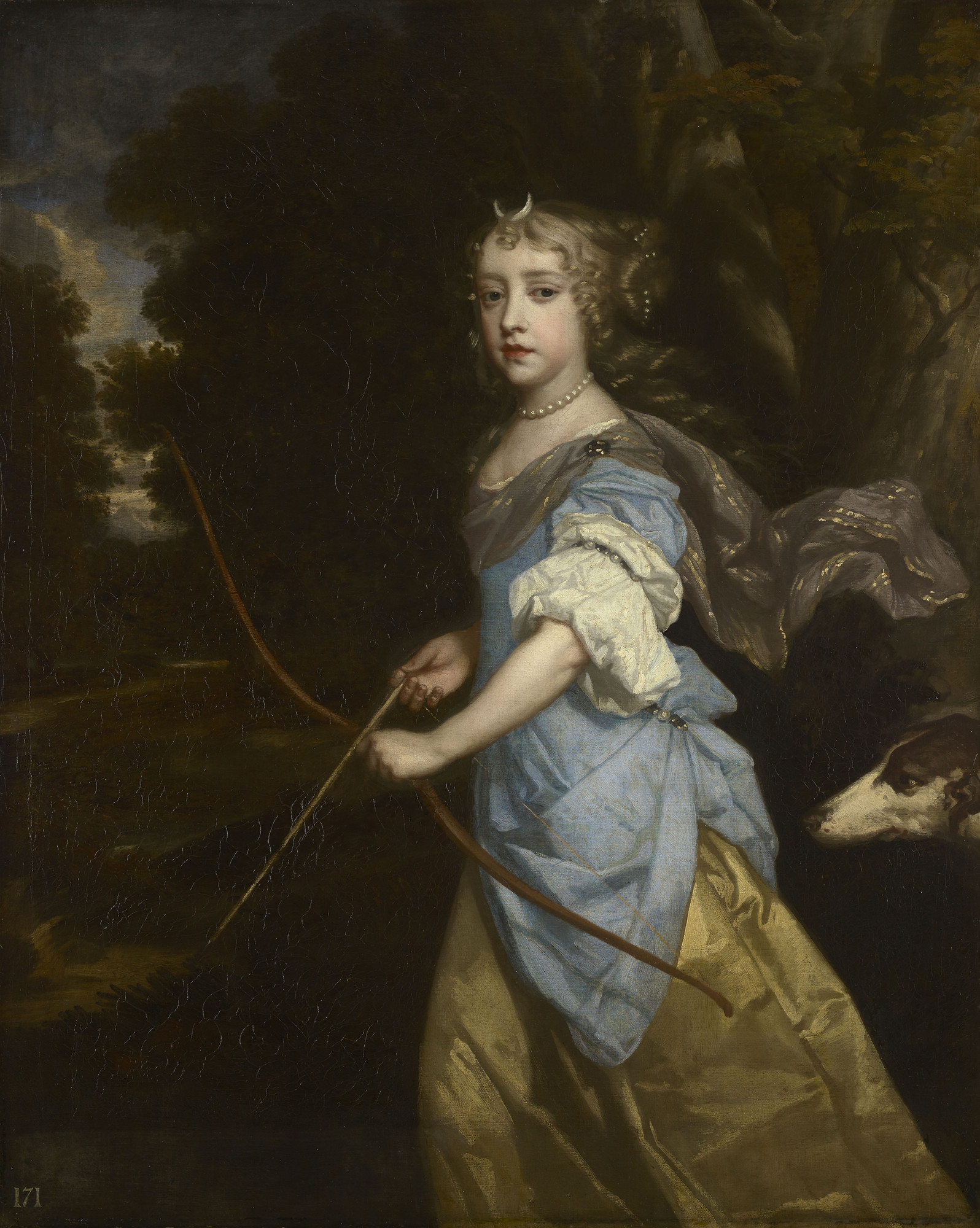
Peter Lely - Portret van Mary II Stuart (1662–1695) als Diana - RCIN 404918 - Royal Collection

### Tidigt liv
Maria, som föddes i London, var äldsta dotter till hertigen av York, den framtida kung Jakob II av England, och hans första fru Anna Hyde. Marias farbror var kung Karl II och hennes morfar, Edward Hyde, 1:e earl av Clarendon, under en lång period Karls främste rådgivare. Hennes föräldrar fick åtta barn, men bara Maria och hennes lillasyster Anna överlevde tills de blev vuxna.
Hertigen av York konverterade till katolicismen 1668 eller 1669, men Maria och Anna fick en protestantisk uppfostran, i enlighet med kung Karl II:s beslut. Marias mor dog 1671. Hennes far gifte om sig 1673 med katoliken Maria av Modena, även känd som Mary Beatrice d'Este. Maria fick en god relation till sin styvmor, som var bara var fyra år äldre än hon själv, och i ett brev uttryckte hon sympati för bedragna hustrur vid en tidpunkt när hennes styvmor var förkrossad över faderns otrohet med Arabella Churchill.
Maria ska inte ha haft en nära relation till sin mor, men beskrivs som sin fars favorit, även om han i själva verket träffade henne relativt sällan. Hon uppfostrades av sina guvernanter Lady Frances Villiers och Henrietta Hyde och sin sköterska Frances Langford.
Maria fick ingen avancerad undervisning som barn. Hennes far var Englands tronföljare efter sin bror, något som tekniskt sett gjorde att Maria ingick i tronföljden, men i praktiken tog det lång tid innan hon förväntades få någon egentlig politisk betydelse. Under hennes barndom gick hennes bröder före henne i tronföljden, och det var inte förrän vid hennes sista helbrors död 1671, när hon var nio, som hon blev nummer två i tronföljden efter sin far. Även efter det var hennes ställning osäker, eftersom hennes far gifte om sig två år senare och förväntades få en son med sin andra hustru. Det tog därför lång tid innan hon förmodades bli tronföljare, och därför ansågs det heller inte nödvändigt att ge henne någon mer avancerad undervisning än vad som gavs de flesta döttrar ur överklassen vid denna tid. I likhet med andra kvinnor ur överklassen lärde hon sig att tala franska, teckna, dansa och spela musik, men hennes övriga utbildning var ytlig och hon hade länge svårigheter att stava korrekt.
Maria uppfostrades i Saint James's Palace på avstånd från sin farbrors hov, som uppfattades som sedeslöst, men hon gjorde ett gott intryck de få gånger hon visade sig offentligt, och deltog julen 1674 i maskspelet Calisto, or the Chaste Nymph av John Crowne vid hovet. Det nämns att hon var en intelligent elev som snabbt lärde sig det hon fick undervisning i, och hon beskrevs som en graciös skönhet som var ovanligt lång för att vara kvinna. Från nio års ålder fram till sitt giftermål brevväxlade hon med hovfröken Frances Apsley, som hon en tid ska ha hyst ett svärmeri för.

### Furstinna av Oranien
Vid femton års ålder trolovades Maria med sin kusin, den protestantiske ståthållaren och prinsen av Oranien Vilhelm III. Vilhelm var son till hennes faster Maria, prinsessa av Oranien och Vilhelm II av Oranien, och nummer fyra i tronföljden efter Marias far, hon själv och hennes yngre syster.
Marias farbror kung Karl II hade initialt föredragit ett giftermål mellan Maria och arvingen till Frankrikes tron, Dauphin Louis, för att  stärka alliansen med Frankrike och underlätta en potentiell framtida personalunion mellan Frankrike och England i det fall Maria skulle ärva den engelska tronen. Ett sådant förslag hade lagts fram av det franska sändebudet i London och gillades av både hennes farbror kungen och av hennes egen far, som såg en fördel i att Maria genom att sådant giftermål skulle tvingas konvertera till katolicismen. Detta förslag mötte dock stort motstånd från det engelska parlamentet, och när den förändrade politiska situationen gjorde att en allians mellan Frankrike och England inte längre var önskvärd, tvingades Karl II ge upp idén.
Ett äktenskap mellan Maria och Vilhelm hade på samma sätt länge ansetts passande, eftersom de båda hade arvsrätt till tronen. När Vilhelm besökte London i oktober 1677 begärde han att få träffa sin kusin Maria och bad sedan hennes farbror Karl II om hennes hand. Karl II övertalade sedan sin bror och tronföljare Jakob, med tanken att ett protestantiskt äktenskap mellan den potentiella tronarvingen Maria skulle lugna de engelska protestanterna, som redan hyste misstänksamhet mot både Karl II och Jakob för deras katolska sympatier. Efter påtryckningar från parlamentet gick hertigen av York med på giftermålet. Maria fick inget gott intryck av sin blivande make vid deras möte, då han var kutryggig, hade tung andhämtning, ett allvarligt sätt och dystra mörka kläder, och hon ska ha gråtit då hennes far meddelade henne att hon skulle gifta sig med Vilhelm. Ludvig XIV protesterade mot äktenskapet, men detta protestantiska kungliga bröllopet åtnjöt stor popularitet i England, och firades med en stor offentlig bankett och ceremoniella besök av parlamentets medlemmar och stadens ämbetsmän.
Kusinerna Maria och Vilhelm gifte sig i kapellet i Saint James's Palace i London den 4 november 1677. Bröllopet var en diskret och privat ceremoni i familjekretsen, vilket var seden under denna tid. Dagen efter mottog Maria en gåva i form av juveler till ett värde av 40 000 £. Paret kvarstannade i England för att närvara vid drottningens födelsedagsbal 15 november. Det noterades där att Vilhelm betedde sig kyligt mot Maria och lämnade henne efter endast en enda dans, något som väckte ogillande och gav honom rykte av att behandla henne illa.
Maria reste till Nederländerna, där hon bosatte sig med sin make i huset Oraniens officiella residens i Honselersdijk. Hon gjorde ett gott intryck vid sitt officiella intåg i Haag och blev populär i Nederländerna. Hon anpassade sig väl och beskrevs som värdig, men också som lätt att behaga och ivrig att behaga andra. Hon lärde sig tala holländska och fick ett brett umgänge av både engelsmän och holländare, och fick många vänner genom sin förmåga att konversera. Furstehovet Oranien var mycket stillsamt, och Maria sysselsatte sig med kortspel, läsning, sömnad och stillsamma besök av vänner. Hon och hennes hovdamer kunde ses färdas i slup längs kanalerna medan de lyssnade på sin kaplans högläsning och ägnade sig åt sömnad, något som gav henne rykte i Nederländerna som en god husmor.
Maria fick missfall under sin första graviditet under ett besök hos sin make på hans postering i Breda 1678, något som möjligen gjorde henne steril; ytterligare två sjukdomsfall inträffade 1679 och 1680 som möjligen var graviditeter, men hon fick aldrig några barn. Hon blev populär bland det nederländska folket, men hennes man försummade henne eller behandlade henne rentav illa. Initialt förbättrades äktenskapet, då Vilhelm ansträngde sig för att få henne att trivas, men det kom snart att bli stormigt. Vilhelm var ofta frånvarande i militära angelägenheter, och diskuterade inte politik eller allvarliga frågor med henne, utan uppmuntrade henne att vara frivol och ägna sig åt betydelselösa lättsinniga tidsfördriv. Vilhelm hade länge ett förhållande med Elizabeth Villiers, en av Marias hovdamer.

### Tronarvinge
Sedan Karl II dött utan inomäktenskapliga barn 1685 blev hertigen av York kung som Jakob II i England och Irland, och som Jakob VII i Skottland. Maria blev i egenskap av hans äldsta levande barn Englands, Skottlands och Irlands tronarvinge, men hennes far gjorde ingenting för att uppmärksamma hennes ställning på något sätt, utan lät detta faktum passera i tysthet.
Relationen mellan Maria och hennes far började under dessa år försämras. Hennes far misstänkte hennes make och i förlängningen henne själv för att konspirera mot honom, något som skapade antagonism hos Maria i sin tur. James Scott, 1:e hertig av Monmouth, bodde hos Maria, något som gjorde att fadern misstänkte henne för att konspirera mot honom tillsammans med Monmouth. Fadern placerade ut spioner i hennes hushåll och försökte splittra paret genom att avslöja Vilhelms otrohet med Elizabeth Villiers. Maria ertappade därefter Vilhelm med äktenskapsbrott, och ska ha lovat att göra honom till medregent om hon skulle bestiga tronen. Efter detta förbättrades relationen mellan Vilhelm och Maria. När Jakob II skapade en allians med Ludvig XIV vilket ledde till att franska styrkor ockuperade furstendömet Oranien och tvingade Maria att fly, skapade dessa ytterligare spänningar.
Fadern uppmuntrade henne att konvertera till katolicismen, och hon svarade honom att hon skulle tänka på saken, men försäkrade inofficiellt sin omgivning att hon inte hade en tanke på en konvertering. Maria började vid denna tid för första gången intressera sig för politik. Främst gällde detta religion, då hon på grund av faderns religionspolitik oroade sig för den anglikanska kyrkan i England, eftersom hon var övertygad protestant.
Maria blev vid denna tidpunkt tillfrågad av skotten Gilbert Burnet hur hon ämnade göra med sin makes ställning i det fall hon ärvde tronen. Hon tillkallade då Vilhelm och förklarade att hon inte visste att den engelska lagen kunde förbryta sig mot Guds lag, som sade att en make skulle älska sin hustru och en hustru skulle underkasta sig sin make, och att detta inte skulle förändras om hon blev drottning.

### Den ärorika revolutionen

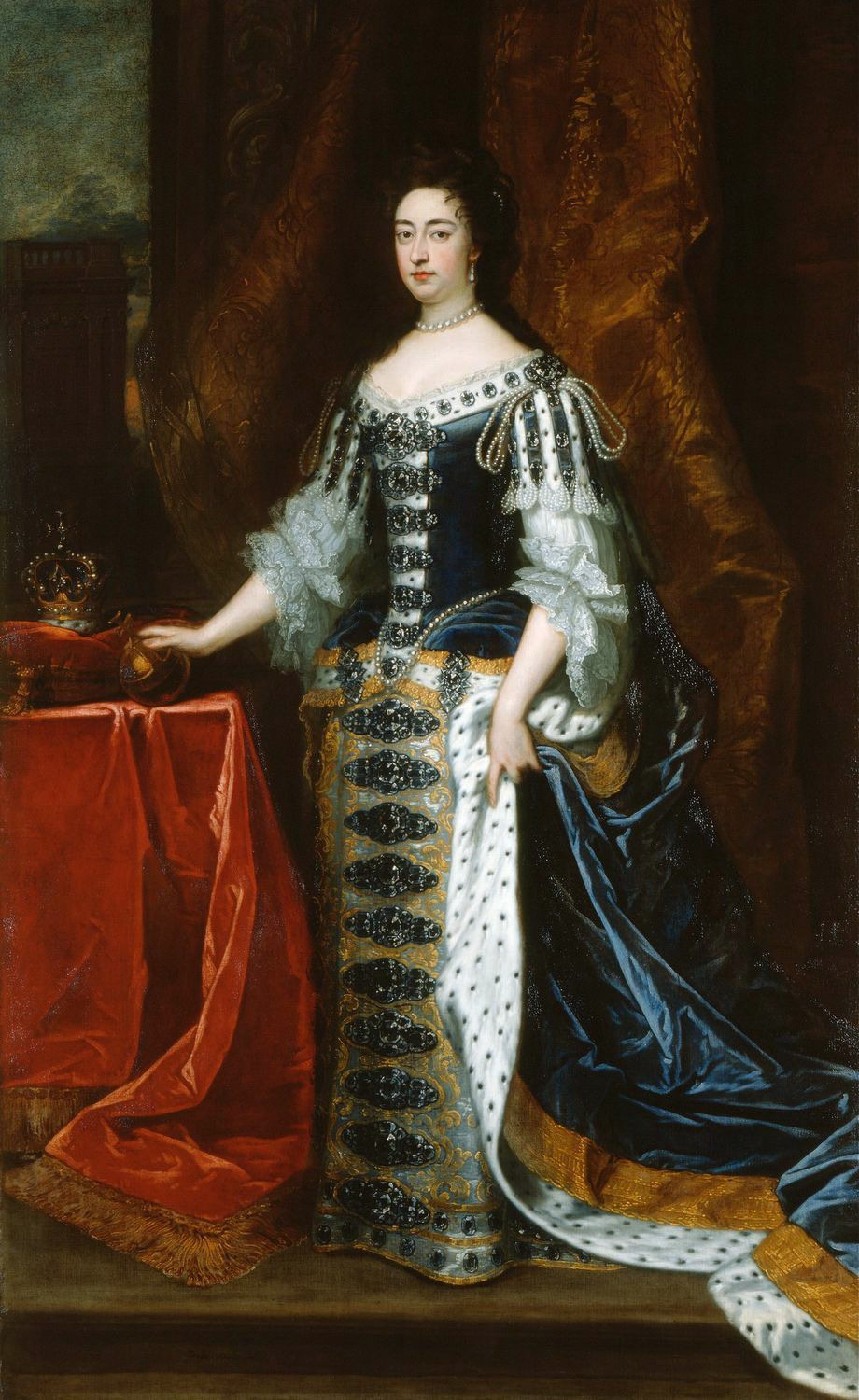
Mary II - Kneller 1690

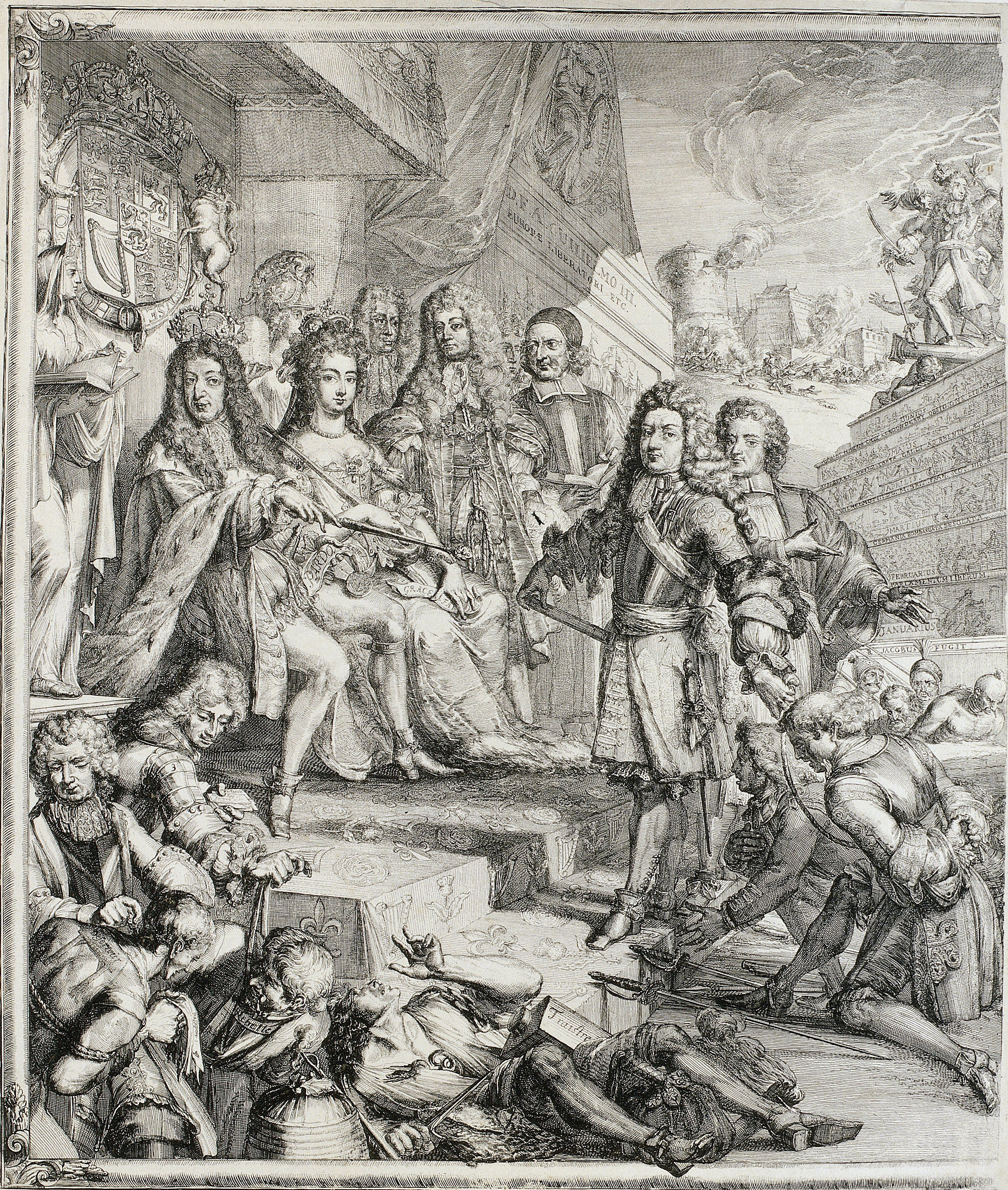
Allegorie op de gebeurtenissen in 1689 met Willem III en Maria op de troon (linker helft), RP-P-OB-67.725

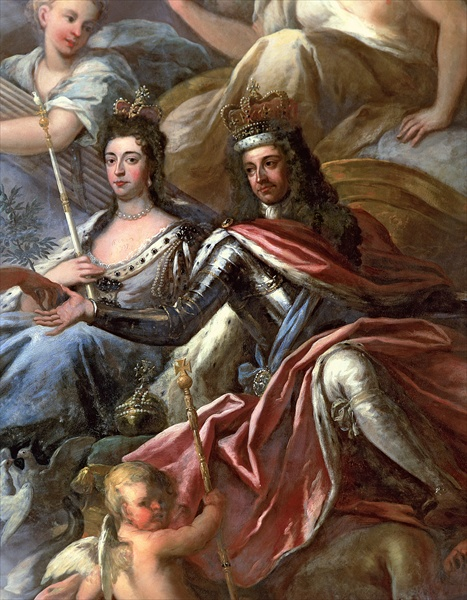
William and Mary

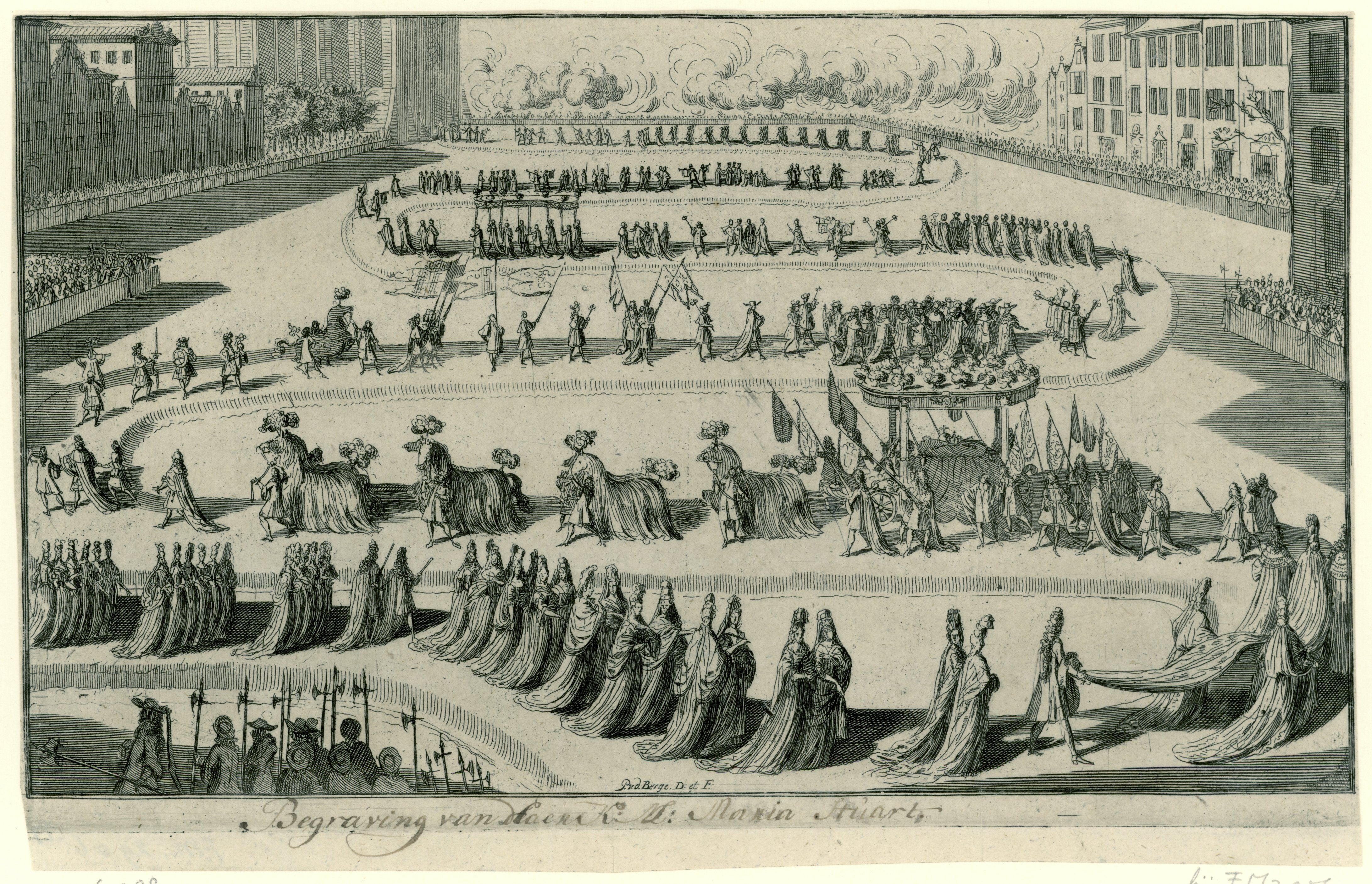
Begrafenis van Maria II Stuart, 1695, RP-P-OB-76.288

Hennes far hade en kontroversiell religionspolitik och hans försök att införa religionsfrihet för icke-anglikaner togs inte väl emot. Flera protestantiska politiker och adelsmän började förhandla med Marias man redan 1687. Efter att Jakob tog det katastrofala steget att tvinga anglikanska kyrkomän att läsa indulgensförklaringen, det vill säga den proklamation som erbjöd religionsfrihet åt oliktänkande – från sina kyrkor i maj 1688 blev han ännu mer impopulär. Allmänhetens oro ökades när Jakobs fru, drottning Maria av Modena, födde en son – James Francis Edward – i juni 1688, eftersom sonen, till skillnad från Maria och Anna, skulle uppfostras som katolik. Vissa hävdade att pojken var ett "understucket barn" som i hemlighet hade förts in som ersättning för drottningens dödfödda barn. Maria syster Anna, som fungerade som vittne vid födelsen, stödde även hon dessa rykten i sina rapporter om situationen per brev till Maria, som blev övertygad om att hennes far iscensatte ett bedrägeri för att installera en katolsk succession. Trots att det inte fanns några bevis för anklagelsen ifrågasatte Maria offentligt om pojken var legitim, vilket ledde till en brytning med hennes far. 
Den 30 juni bad de "odödliga sju" (Immortal Seven) i hemlighet Vilhelm III, som då befann sig i Nederländerna tillsammans med Maria, att komma till England med en armé. Till en början var Vilhelm tveksam. Han var avundsjuk på sin frus ställning som arvtagare till Englands krona, och fruktade att hon skulle bli mäktigare än han. Maria övertygade dock sin make att hon inte brydde sig om politisk makt. Enligt Gilbert Burnet hänvisade hon till sitt löfte vid deras giftermål om att lyda honom, att hon skulle förbli hans hustru och göra allt i sin makt att göra honom till kung. Vilhelm gick med på att invadera England. Hans intentioner blev allmänt kända i september 1688, och den nederländska armén landsteg den 5 november. Maria mottog förebrående brev från sin far före invasionen, men han förklarade att han var övertygad om att hon inte kände till sin makes planer. Hon kvarblev i Holland under invasionen. Det engelska folkets förtroende för Jakob var så dåligt att de inte försökte rädda sin kung. Den 11 december försökte den besegrade kungen fly, men blev tillfångatagen på vägen. Ett andra flyktförsök den 23 december lyckades. 
I januari 1689 sammankallades ett konventsparlament av Vilhelm och under detta diskuterade hur man borde agera. En fraktion menade att Maria borde bli ensam monark: efter den labila situation en statskupp innebar fanns det ett behov av att legitimera avsättningen med att agera så mycket utifrån formerna för en ärftlig monarki som möjligt, och hennes arvsrätt var överlägsen Vilhelms. Samtidigt fanns en ovilja mot att kröna en gift kvinna till monark, eftersom det innebar att hennes make hamnade i en underläge mot sin egen hustru, något som ansågs vara onaturligt enligt både religion och sed. Man framhävde Marias bristande bildning och att England nu stod under hot att anfallas av Frankrike och behövde en manlig regent som kunde leda en armé i krig. Vilhelm av Oranien kände sig osäker på sin ställning; han ville regera som monark jure uxoris, snarare än att enbart vara gemål till en drottning. Det enda tidigare fallet av samregentskap var från 1500-talet: När drottning Maria I gifte sig med den spanske prinsen Filip kom man överens om att den senare skulle ta titeln kung. Men Filip II var kung endast så länge som hans fru levde och begränsningar av hans makt infördes. Vilhelm krävde dock att få fortsätta att vara kung även efter sin hustrus död. Det hela avgjordes slutligen av det faktum att Vilhelm utnyttjade tvivlen om  att en gift kvinna kunde vara monark genom att säga att han vägrade bli sin hustrus undersåte och att han hellre skulle lämna England och låta Jakob II återta tronen hellre än att acceptera det, i kombination med att Maria själv inte krävde att bli ensam monark. Vilhelm gick dock med på att Maria skulle få bli hans medregent, på villkor att hon endast blev hans medregent till namnet och i praktiken skulle sakna all makt. 
Maria avreste sedan från Nederländerna och anlände till England den 12 februari. Hon uppges ha varit upprörd över omständigheterna kring sin fars avsättning, men samtidigt ansett att det hela berättigades för att rädda den anglikanska kyrkan. Hennes make gav henne order om att hon skulle se munter ut vid sitt intåg till London, vilket väckte kritik mot henne för att triumfera över sin egen far. 
Den 13 februari 1689 antog parlamentet Declaration of Right, i vilket det avgjorde att Jakob genom att försöka fly den 11 december 1688 hade abdikerat och att tronen därmed blev vakant. Parlamentet erbjöd kronan inte till Jakobs äldste son, James Francis Edward (som skulle ha varit tronföljare under normala omständigheter), utan till Vilhelm och Maria som samregenter. Detta var emellertid på villkor att "det enda och hela utövandet av den kungliga makten endast skulle vara hos och utföras av den nämnde prinsen av Oranien i namn av de nämnda prinsen och prinsessan under deras delade liv". Deras samregentskap markerades offentligt genom att de åhörde detta i Whitehall efter att ha trätt in hand i hand, och sedan ha suttit ned på jämlika troner hållande varandras händer. 
Biskopen av London, Henry Compton, krönte Vilhelm och Maria tillsammans i Westminster Abbey den 11 april 1689. Vanligtvis utförs kröningar av ärkebiskopen av Canterbury, men den dåvarande ärkebiskopen, William Sancroft, vägrade erkänna avsättningen av Jakob II. På kröningsdagen uttalade slutligen Skottlands ständer, som var mycket mer delade än Englands parlament, att Jakob inte längre var kung av Skottland. Vilhelm och Maria erbjöds den skotska kronan och tog emot den 11 maj. Kröningsceremonin markerade deras inbördes ställning. De blev båda krönta, fick båda var sin spira och krona, förekom båda i kyrkobönerna och offentliga dokument utfärdades i bådas namn; men Vilhelm kröntes först, nämndes först, och fick företräda framför Maria i alla sammanhang, medan hennes samtycke var en ren given formsak. Åsikten i England var att Maria var antingen mycket dum eller mycket god som hade gått med på detta, men hon betraktades i allmänhet mer som en drottninggemål än en monark.

### Drottning
I december 1689 antog parlamentet ett av de viktigaste konstitutionella dokumenten i Englands historia, Bill of Rights. Denna åtgärd, som upprepade och bekräftade många bestämmelser från den tidigare Declaration of Right, upprättade begränsningar av det kungliga prerogativet och förklarade bland annat att regenten inte kunde upphäva lagar som antagits av parlamentet, ta upp skatter utan parlamentets godkännande, inskränka petitionsrätten, värva en stående armé i fredstid utan parlamentets godkännande, förvägra protestantiska undersåtar att bära vapen, otillbörligt blanda sig i parlamentsval, straffa ledamöter av något av parlamentets kamrar för något som sagts under debatten, begära överdrivna borgenssummor eller utdela grymma eller ovanliga bestraffningar.
Bill of Rights tog också upp frågan om successionsordningen. Efter att endera Vilhelm eller Maria dött skulle den andra fortsätta att regera. Därnäst i tronföljden kom de barn paret eventuellt skulle få, sedan Maria II:s syster, prinsessan Anna, och hennes avkomma. Slutligen skulle de barn som Vilhelm eventuellt skulle få i ett senare äktenskap inkluderas i tronföljden. 
Maria beskrevs som vacker och charmerande och utgjorde en kontrast mot sin reserverade sätt, och supplikanter vände sig gärna mot henne då de inte trodde sig komma någon vart med Vilhelm; när de märkte att Maria alltid hänvisade till Vilhelm förlorade hon dock snabbt i inflytande.  Hon skrev privat att hon aldrig hade velat bli drottning och tvingas leva ett offentligt liv, utan hade föredragit att fortsätta leva ett stillsams och fridfullt privatliv, och hon möttes med ogillande i egenskap av en dotter som hade visat sig illojal mot sin egen far. När hon bad ärkebiskop William Sancroft om hans välsignelse svarade han: ‘Tell your princess first to ask her father’s blessing; without that mine would be useless’. När hennes fars förra älskarinna Catherine Sedley, Countess of Dorchester, mottogs kyligt av Maria, anmärkte denna: ‘Why so proud, Madam? For if I broke one commandment with your father, you broke another in coming here.’
Marias relation med sin syster Anna blev spänd under dessa år. Anna ogillade att Maria hade gjort sin make till medregent och gått med på att han skulle få regera även efter Marias egen död istället för att låta Anna efterträda henne direkt. När John Churchill, hertig av Marlborough förlorade sin tjänst 1691 begärde Maria att Anna skulle avskeda även hans hustru Sarah Churchill, som var Annas gunstling, vilket ytterligare gjorde systrarnas relation spänd, och Anna deltog sällan vid hovet. 
Från 1690 och framåt var Vilhelm ofta utanför England, först därför att han krigade mot jakobiter på Irland. Medan maken var borta utövade Maria ensam regeringsmakten i riket. Vilhelm hade initialt tänkt låta rådet regera i hans frånvaro, men bestämde sig till slut istället för att utnämna Maria till ställföreträdande regent närhelst han var frånvarande genom Regency Act of May 1690, med förbehållet att så snart han återkom skulle han ha rätt att upphäva alla order hon hade gett medan han var borta. Trots att Maria flera gånger beskrivits som begåvad, tycks hon själv ha underskattat sin egen förmåga. Hon uttryckte själv: ‘a woman is but a very useless and helpless creature at all times, especially in times of war and difficulty. I find by my own sad experience, that an old English inclination to the love and honour of the nation signifies nothing in a woman’s heart and without a man’s head and hands.’ I själva verket visade hon sig vara en effektiv politiker. Hon fungerade som regent vid fyra tillfällen. Hon utfärdade trettiosju proklamationer, åhörde petitioner, inspekterade trupper, censurerade pressen, sammankallade och upplöste parlament, utnämnde poster till kyrkan, och gav order om arresteringar, benådningar och avrättningar. 
Hon visade sig vara en sträng härskare, som beordrade att hennes egen onkel, Henry Hyde, 2:e earl av Clarendon, skulle arresteras för att han konspirerade för att återinsätta Jakob II på tronen. 1692 avsatte hon och fängslade den inflytelserike John Churchill, 1:e earl av Marlborough på liknande grunder. Avsättningen minskade hennes popularitet något och skadade hennes förhållande till hennes syster Anna. 
Vilhelm hade krossat de irländska jakobiterna år 1692, men han fortsatte att vistas utomlands därför att han förde krig mot kungen av Frankrike, Ludvig XIV. Vilhelm var vanligen borta från vår till höst varje år. När hennes make var borta agerade Maria i eget namn men enligt hans råd. När han var i England avstod Maria helt och hållet från att delta i politiken. Hon deltog dock i kyrkans angelägenheter och var särskilt engagerad i kyrkliga utnämningar. 
Maria skapade respekt genom en symbolrik och värdig representation, och hade en diplomatisk förmåga som gjorde att hon lyckades få parlamentets medlemmar att rätta sig efter hennes linje trots deras försök att kringgå henne. Hon vann slutligen respekt och popularitet för sin förmåga under en kritisk tid, när England stod under hot från Jakob II, som försökte återta tronen med fransk militärmakt. Hennes effektiva administration under sitt regentskap väckte respekt, och hennes ödmjuka sätt att överlämna all makt till sin make när han var närvarande motsvarade de samtida idealet för en god hustru. Som person saknade Maria politiska ambitioner, underskattade fortsatt sin egen förmåga och trodde på de samtida idealet om en ödmjuk och lydig hustru, och var en uppriktigt religiös anglikan som verkade för ett mer religiöst liv och utövade välgörenhet som religiös plikt, och under sin regeringstid kom hon att till slut att åtnjuta stor popularitet. När parlamentet 1692 tackade henne offentligt för ‘prudent care in the administration of government’, svarade hon genom att niga för dess ledamöter och sin make och säga: ‘I thank you, gentlemen, for your address. I am glad I have done everything to your satisfaction.’
Maria dog av smittkoppor 1694. När hon dött fick barockkompositören Henry Purcell från England i uppdrag att skriva hennes begravningsmusik, med titeln Music for the funeral of Queen Mary. Denna marsch (med katalognummer Z860 A) har senare använts i andra sammanhang, exempelvis som huvudtema i filmen A Clockwork Orange.

### Arv
Maria II efterträddes av Vilhelm III. Den tronföljd som upprättades av Bill of Rights utplånades nästan; Maria och Vilhelm hade inga barn, alla prinsessan Annas barn hade dött, och det verkade osannolikt att Vilhelm skulle gifta om sig. Därför ansågs det nödvändigt att anta Act of Settlement 1701, som föreskrev att kronan skulle gå till den närmaste protestantiska släktingen, Sofia av Hannover, och hennes arvingar. När Vilhelm III dog 1702 efterträddes han av Anna, som i sin tur efterträddes av den då avlidna Sofias son, Georg I.

## Anfäder
|                     |  |  |  |  |  |  |  |                     |  |  |  |  |  |  |  |                              |  |  |  |  |  |  |  | Jakob I av England     |
|                     |  |  |  |  |  |  |  |                     |  |  |  |  |  |  |  |                              |  |  |  |  |  |  |  |                        |
|                     |  |  |  |  |  |  |  |                     |  |  |  |  |  |  |  | Karl I av England            |  |  |  |  |  |  |  |                        |
|                     |  |  |  |  |  |  |  |                     |  |  |  |  |  |  |  |                              |  |  |  |  |  |  |  |                        |
|                     |  |  |  |  |  |  |  |                     |  |  |  |  |  |  |  |                              |  |  |  |  |  |  |  | Anna av Danmark        |
|                     |  |  |  |  |  |  |  |                     |  |  |  |  |  |  |  |                              |  |  |  |  |  |  |  |                        |
|                     |  |  |  |  |  |  |  | Jakob II av England |  |  |  |  |  |  |  |                              |  |  |  |  |  |  |  |                        |
|                     |  |  |  |  |  |  |  |                     |  |  |  |  |  |  |  |                              |  |  |  |  |  |  |  |                        |
|                     |  |  |  |  |  |  |  |                     |  |  |  |  |  |  |  |                              |  |  |  |  |  |  |  | Henrik IV av Frankrike |
|                     |  |  |  |  |  |  |  |                     |  |  |  |  |  |  |  |                              |  |  |  |  |  |  |  |                        |
|                     |  |  |  |  |  |  |  |                     |  |  |  |  |  |  |  | Henrietta Maria av Frankrike |  |  |  |  |  |  |  |                        |
|                     |  |  |  |  |  |  |  |                     |  |  |  |  |  |  |  |                              |  |  |  |  |  |  |  |                        |
|                     |  |  |  |  |  |  |  |                     |  |  |  |  |  |  |  |                              |  |  |  |  |  |  |  | Maria av Medici        |
|                     |  |  |  |  |  |  |  |                     |  |  |  |  |  |  |  |                              |  |  |  |  |  |  |  |                        |
| Maria II av England |  |  |  |  |  |  |  |                     |  |  |  |  |  |  |  |                              |  |  |  |  |  |  |  |                        |
|                     |  |  |  |  |  |  |  |                     |  |  |  |  |  |  |  |                              |  |  |  |  |  |  |  | Henry Hyde             |
|                     |  |  |  |  |  |  |  |                     |  |  |  |  |  |  |  |                              |  |  |  |  |  |  |  |                        |
|                     |  |  |  |  |  |  |  |                     |  |  |  |  |  |  |  | Edward Hyde                  |  |  |  |  |  |  |  |                        |
|                     |  |  |  |  |  |  |  |                     |  |  |  |  |  |  |  |                              |  |  |  |  |  |  |  |                        |
|                     |  |  |  |  |  |  |  |                     |  |  |  |  |  |  |  |                              |  |  |  |  |  |  |  | Mary Langford          |
|                     |  |  |  |  |  |  |  |                     |  |  |  |  |  |  |  |                              |  |  |  |  |  |  |  |                        |
|                     |  |  |  |  |  |  |  | Anna Hyde           |  |  |  |  |  |  |  |                              |  |  |  |  |  |  |  |                        |
|                     |  |  |  |  |  |  |  |                     |  |  |  |  |  |  |  |                              |  |  |  |  |  |  |  |                        |
|                     |  |  |  |  |  |  |  |                     |  |  |  |  |  |  |  |                              |  |  |  |  |  |  |  | Sir Thomas Aylesbury   |
|                     |  |  |  |  |  |  |  |                     |  |  |  |  |  |  |  |                              |  |  |  |  |  |  |  |                        |
|                     |  |  |  |  |  |  |  |                     |  |  |  |  |  |  |  | Frances Aylesbury            |  |  |  |  |  |  |  |                        |
|                     |  |  |  |  |  |  |  |                     |  |  |  |  |  |  |  |                              |  |  |  |  |  |  |  |                        |
|                     |  |  |  |  |  |  |  |                     |  |  |  |  |  |  |  |                              |  |  |  |  |  |  |  | Anna Denman            |
|                     |  |  |  |  |  |  |  |                     |  |  |  |  |  |  |  |                              |  |  |  |  |  |  |  |                        |